# Moraxellaceae
Famille
Les Moraxellaceae sont une famille de bactéries de l'ordre des Pseudomonadales

## Liste des genres, sous-genres et non-classés
Selon Catalogue of Life (30 mai 2013) :
- genre Acinetobacter
- genre Alkanindiges
- genre Moraxella
- genre Psychrobacter
- genre Psychroflexus

Selon NCBI (30 mai 2013) :
- genre Acinetobacter
  - non-classé Acinetobacter calcoaceticus/baumannii complex
- genre Alkanindiges
- genre Enhydrobacter
- genre Moraxella
  - sous-genre Branhamella
  - sous-genre Moraxella
- genre Paraperlucidibaca
- genre Perlucidibaca
- genre Psychrobacter